# Lembras
Lembras là một xã của Pháp, nằm ở tỉnh Dordogne trong vùng Aquitaine của Pháp. Xã này có diện tích 10,59 km2, dân số năm 2005 là 1194 người. Xã nằm ở khu vực có độ cao trung bình 60 m trên mực nước biển.

## Thông tin nhân khẩu
| Năm    | 1962 | 1968 | 1975 | 1982 | 1990  | 1999  | 2005  |
| ------ | ---- | ---- | ---- | ---- | ----- | ----- | ----- |
| Dân số | 570  | 597  | 723  | 977  | 1 174 | 1 194 | 1 194 |

}}